# John Starks
John Levell Starks (Tulsa, Oklahoma, 10 de agosto de 1965) es un exjugador de baloncesto estadounidense que jugó durante 13 temporadas en la NBA. Con 1,96 metros de estatura, jugaba en la posición de base o escolta.

## Trayectoria deportiva

### Universidad
Jugó durante cuatro temporadas en cuatro universidades diferentes, acabando en su temporada sénior jugando con los Cowboys de la Universidad Estatal de Oklahoma. En esa temporada promedió 15,4 puntos por partido, con un porcentaje de tiro del 49,7%, mientras que en tiros de tres promedió un 38%.
| Año     | Equipo         | PJ | PT | MPP  | %TC  | %3P  | %TL  | RPP | APP | ROB | TPP | PPP  |
| ------- | -------------- | -- | -- | ---- | ---- | ---- | ---- | --- | --- | --- | --- | ---- |
| 1987–88 | Oklahoma State | 30 | 30 | 32.7 | .497 | .380 | .838 | 4.7 | 4.6 | -   | -   | 15.4 |

### Profesional

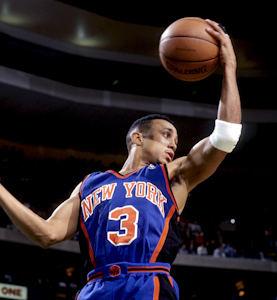
Starks con New York Knicks en 1996.

Tras no salir elegido en el Draft de la NBA de 1988, Starks se decidió por competir en la CBA y en la WBL. Firmó con los Golden State Warriors en la temporada 1988-89, pero en 1990 lo dejó para probar con New York Knicks. En un entrenamiento, intentó hacer un mate por encima de Patrick Ewing, saliendo mal parado al torcerse la rodilla. Pero esa lesión le salvó su vida deportiva, porque según una cláusula de su contrato, los Knicks no podían despedirlo hasta diciembre a no ser que se curara antes. Una vez restablecido, tuvo ocasión de sustituir al también lesionado Gerald Wilkins, acabando por hacerse un hueco en el equipo. Tanto, que permaneció durante ocho temporadas en el equipo de la Gran Manzana.
En 1993 protagonizó una de las jugadas más recordadas de la historia de los Knicks. En un partido de playoffs ante Chicago Bulls, Starks estaba en la esquina derecha esperando a recibir el balón, fuertemente defendido por B. J. Armstrong. Pat Ewing fue a hacerle una cortina, y Starks fintó salir por la izquierda, yéndose finalmente por la línea de fondo, y acabando la jugada con un espectacular mate sobre Michael Jordan y Horace Grant.
En la temporada regular 1993/1994, Starks jugó 59 partidos con los Knicks, anotando un promedio de 19 puntos, 5.9 asistencias, 3.1 rebotes y 1.6 robos. En los Playoffs de 1994, los Knicks disputaron la final ante Houston Rockets. A falta de pocos segundos para terminar el tercer partido, con los de Nueva York perdiendo de tres puntos, Starks sufrió una falta personal del pívot de los Rockets Hakeem Olajuwon, cuando se disponía a lanzar un triple. Lo que en la actualidad se hubiera castigado con 3 tiros libres, en aquella época se hacía con dos (la norma cambió al año siguiente). Starks anotó ambos, pero acabaron perdiendo el partido. En el sexto partido, con ventaja de 3-2, Starks tuvo el tiro que les hubiera dado el campeonato, pero fue taponado por el propio Olajuwon, llegando al séptimo y definitivo partido, donde Starks tuvo una de las peores actuaciones que se le recuerdan, anotando únicamente 2 de 18 lanzamientos a canasta. Finalmente, los Rockets se hicieron con el triunfo.
En 1995, el entrenador de los Knicks, Pat Riley dejó el equipo para firmar por Miami Heat, tras una disputa con el General Manager. Contrataron entonces a Don Nelson, resucitando las viejas tensiones que tuvo con Starks en su primer año en los Warriors. Sin embargo Nelson fue despedido mediada la temporada, haciéndose cargo del banquillo el asistente Jeff Van Gundy. En 1996 ficharon a Allan Houston, y Starks se convirtió en una especie de mentor para él. Saliendo desde el banquillo, completó una gran temporada, haciéndose con el galardón de Mejor Sexto Hombre de la NBA.
Dos años más tarde, Starks fue traspasado de vuelta a los Warriors, junto con Chris Mills y Terry Cummings, a cambio de Latrell Sprewell. Mediada la temporada 1999-00 fue enviado a Chicago Bulls, acabando su trayectoria profesional en los Utah Jazz, donde jugó dos temporadas, para retirarse en 2002, ya con 36 años. En el total de su trayectoria profesional promedió 12,5 puntos, 3,6 asistencias y 2,5 rebotes.

## Estadísticas de su carrera en la NBA

### Temporada regular
| Año      | Equipo       | PJ  | PT  | MPP  | %TC  | %3P  | %TL   | RPP | APP | ROB | TPP | PPP  |
| -------- | ------------ | --- | --- | ---- | ---- | ---- | ----- | --- | --- | --- | --- | ---- |
| 1988-89  | Golden State | 36  | 0   | 8.8  | .408 | .385 | .654  | 1.1 | .8  | .6  | .1  | 4.1  |
| 1990-91  | New York     | 61  | 10  | 19.2 | .439 | .290 | .752  | 2.1 | 3.3 | 1.0 | .3  | 7.6  |
| 1991-92  | New York     | 82  | 0   | 25.8 | .449 | .348 | .778  | 2.3 | 3.4 | 1.3 | .2  | 13.9 |
| 1992-93  | New York     | 80  | 51  | 31.0 | .428 | .321 | .795  | 2.6 | 5.1 | 1.1 | .2  | 17.5 |
| 1993-94  | New York     | 59  | 54  | 34.9 | .420 | .335 | .754  | 3.1 | 5.9 | 1.6 | .1  | 19.0 |
| 1994-95  | New York     | 80  | 78  | 34.1 | .395 | .355 | .737  | 2.7 | 5.1 | 1.2 | .1  | 15.3 |
| 1995-96  | New York     | 81  | 71  | 30.8 | .443 | .361 | .753  | 2.9 | 3.9 | 1.3 | .1  | 12.6 |
| 1996-97  | New York     | 77  | 1   | 26.5 | .431 | .369 | .769  | 2.7 | 2.8 | 1.2 | .1  | 13.8 |
| 1997-98  | New York     | 82  | 10  | 26.7 | .393 | .327 | .787  | 2.8 | 2.7 | 1.0 | .1  | 12.9 |
| 1998-99  | Golden State | 50  | 50  | 33.7 | .370 | .290 | .740  | 3.3 | 4.7 | 1.4 | .1  | 13.8 |
| 1999-00  | Golden State | 33  | 30  | 33.6 | .378 | .348 | .833  | 2.8 | 5.2 | 1.1 | .1  | 14.7 |
| 1999-00  | Chicago      | 4   | 0   | 20.5 | .324 | .300 | 1.000 | 2.5 | 2.8 | 1.3 | .3  | 7.5  |
| 2000-01  | Utah         | 75  | 64  | 28.3 | .398 | .352 | .802  | 2.1 | 2.4 | 1.0 | .1  | 9.3  |
| 2001-02  | Utah         | 66  | 1   | 14.1 | .368 | .305 | .805  | 1.0 | 1.1 | 1.0 | .0  | 4.4  |
| Total    | Total        | 866 | 420 | 27.2 | .412 | .340 | .769  | 2.5 | 3.6 | 1.1 | .1  | 12.9 |
| All-Star | All-Star     | 1   | 0   | 20.0 | .444 | .333 | -     | 3.0 | 3.0 | 1.0 | 0.0 | 9.0  |

### Playoffs
| Año   | Equipo   | PJ | PT | MPP  | %TC  | %3P  | %TL   | RPP | APP | ROB | TPP | PPP  |
| ----- | -------- | -- | -- | ---- | ---- | ---- | ----- | --- | --- | --- | --- | ---- |
| 1991  | New York | 3  | 0  | 9.3  | .400 | -    | 1.000 | 1.0 | 2.0 | .0  | .0  | 2.0  |
| 1992  | New York | 12 | 0  | 24.6 | .374 | .239 | .808  | 2.5 | 3.2 | 1.4 | .0  | 12.1 |
| 1993  | New York | 15 | 15 | 38.3 | .440 | .373 | .717  | 3.5 | 6.4 | 1.0 | .2  | 16.5 |
| 1994  | New York | 25 | 18 | 33.6 | .381 | .356 | .770  | 2.3 | 4.6 | 1.4 | .1  | 14.6 |
| 1995  | New York | 11 | 11 | 34.5 | .450 | .411 | .619  | 2.3 | 5.2 | 1.2 | .1  | 15.6 |
| 1996  | New York | 8  | 8  | 39.3 | .448 | .467 | .744  | 3.6 | 4.1 | 1.6 | .1  | 16.0 |
| 1997  | New York | 9  | 1  | 28.1 | .444 | .317 | .806  | 3.4 | 2.8 | 1.1 | .0  | 14.0 |
| 1998  | New York | 10 | 2  | 31.4 | .472 | .424 | .875  | 4.0 | 2.3 | 1.6 | .1  | 16.4 |
| 2001  | Utah     | 3  | 0  | 12.0 | .333 | .250 | 1.000 | 1.0 | .3  | .3  | .3  | 3.7  |
| Total | Total    | 96 | 55 | 31.6 | .421 | .371 | .759  | 2.8 | 4.1 | 1.3 | .1  | 14.2 |